# 鬼也笑
《鬼也笑》（英语：The Ghosts Must Be Crazy）是2011年新加坡的恐怖喜剧片，由巫培雙和李國煌导演。2011年1月6日當天先行預映
，隔天电影才正式上映 。此电影是新传媒艺人李國煌首次当导演。
《鬼也笑》分为两个故事，《鬼才给你off》和《鬼才嫁给你》。这部电影也有一些演员来自另一部电影《吓到笑》。

## 劇情

### 鬼才给你off
导演：巫培双
阿南和阿雷两个战备军人又回到军营受训，阿南和阿雷又遇到了一个很严格的排长。因为不想参那么辛苦，两人想出了各种滑稽的借口向排长骗病假。结果，不但病假没有请到还被排长臭骂一顿。排长展开了一连串的变态军事训练，各个士兵都怨声载道，士气低落，又无可奈何。阿南和阿雷便想出了一些点子来作弄排长，结果意想不到的事情接二连三发生了……

### 鬼才嫁给你
导演：李国煌
一个常在情场失意的中年男人阿辉，再次被女友抛弃而感到绝望，此时，一个陌生的男子阿海出现，他能够帮助阿辉通过一些“好兄弟”来帮他脱离苦海。阿辉无意中捡到了一个手镯和一个红包，接着接二连三的好运就找上了阿辉。谁料到好运的来到，就是厄运的开始……

## 主演
- 程旭辉 饰 王金辉（阿辉）
- 李國煌 饰 阿海/陈晓娟
- 周崇庆（英语：Dennis Chew） 饰 小陈
- 钟耀南（英语：John Cheng） 饰 阿南
- 王雷 饰 阿雷
- 蔡恩来（英语：Chua En Lai） 饰 指挥官（Commanding Officer，也可以称排长）
- David Bala 饰 Muthu
- 郑盈盈 饰 阿辉前女友
- 林如萍 饰 晓娟的母亲